# 双叉肠锡叶吸虫
双叉肠锡叶吸虫（学名：Ceylonocotyle dicranocoelium）为同盘科锡叶属的动物。分布于斯里兰卡以及中国大陆的福建、广东、广西、浙江、陕西等地，营寄生生活，终末宿主水牛、黄牛、山羊以及寄生于瘤胃。